# Hubbard (Teksas)
Hubbard – miasto w Stanach Zjednoczonych, w stanie Teksas, w hrabstwie Hill.